# Benz 82/200 PS
Der Benz 82/200 PS war ein offener Sportwagen, der mit einem Motor bestückt war, der sonst für den Einsatz in Luftschiffen vorgesehen war. Zugleich war es der stärkste jemals bei Benz gebaute Wagen.
Er war mit einem Vierzylinder-Reihenmotor mit 21,5 l Hubraum ausgestattet, der 200 PS (147 kW) bei 1300 min−1 entwickelte. Die Motorkraft wurde über eine Lederkonuskupplung an ein Vierganggetriebe weitergeleitet und von dort über eine Kardanwelle an die Hinterräder. Die Höchstgeschwindigkeit lag bei 170 km/h.
Die Fahrzeuge waren mit blattgefederten Starrachsen und Drahtspeichenrädern ausgestattet. Das Fahrgestell kostete 36.000 Mark.